# Tallhuggspindel
Tallhuggspindel (Gnaphosa montana) är en spindelart som först beskrevs av Ludwig Carl Christian Koch 1866. Den ska numera kallas skogshuggspindel på svenska. Tallhuggspindel ingår i släktet Gnaphosa och familjen plattbuksspindlar. Arten är reproducerande i Sverige. Inga underarter finns listade i Catalogue of Life.